# 日本网藓
日本网藓（学名：Syrrhopodon japonicus）为花叶藓科网藓属下的一个种。

## 扩展阅读
- 維基物種上的相關：日本网藓